# Past na myši

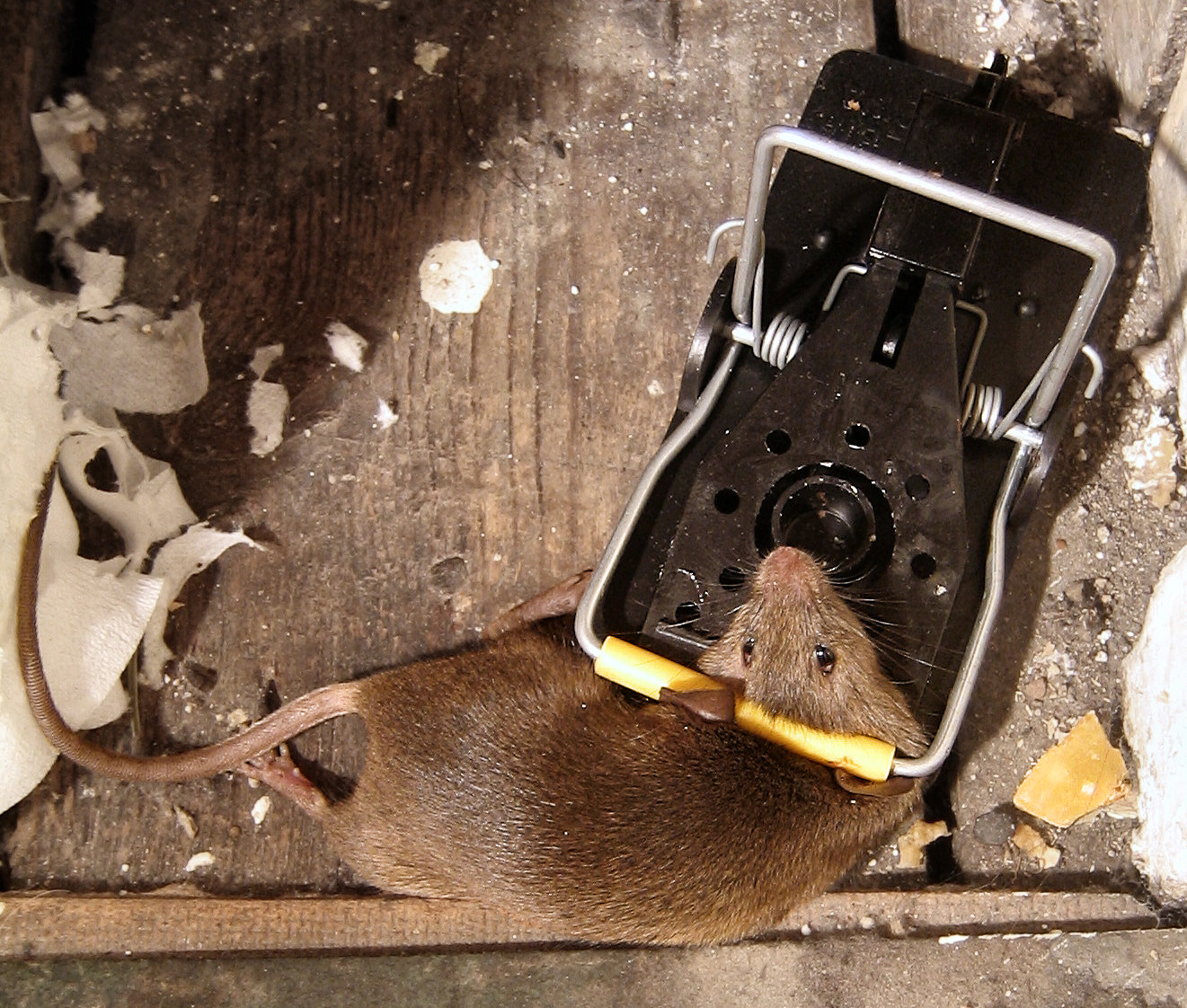
Myš zabitá v pasti.

Past na myši (pastička) je speciální typ zvířecí pasti primárně určené k chytání myší. Tyto pasti jsou obvykle pokládány uvnitř objektů, kde hrozí výskyt hlodavců. Existuje několik druhů pastí na myši, z nichž má každá své výhody a nevýhody. Větší pasti jsou konstruovány k chytání i jiných zvířat; například krys, ale i dalších hlodavců a větších zvířat.

## Typy pastí

### Klasická natahovací past

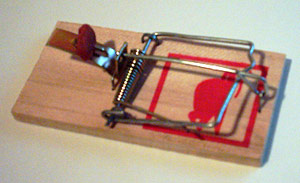
Natažená past s návnadou

První patent na tento typ pasti pochází z roku 1884 od Williama C. Hookera z Abingdonu ve státě Illinois. Postupem času docházelo k různým inovacím a modifikacím tohoto typu pasti. V dnešní době je velmi známá dřevěná past, ale k výrobě se používá i plastu nebo kovu.
Jedná se o jednoduchý přístroj s pružinou a mechanismem, který slouží k uvolnění natažené příklopky. Jako návnady může být použito chleba, ale často jsou používané i další potraviny jako oves, čokoláda, sýr, maso, máslo a arašídové máslo. Pokud se myš dotkne návnady, která je umístěna na spouštěcím mechanismu, dojde k velmi rychlému a silnému sklapnutí pasti. Tím dojde k přerušení míchy myši na krku nebo rozdrcení jejích žeber či lebky.

### Čelisťová past

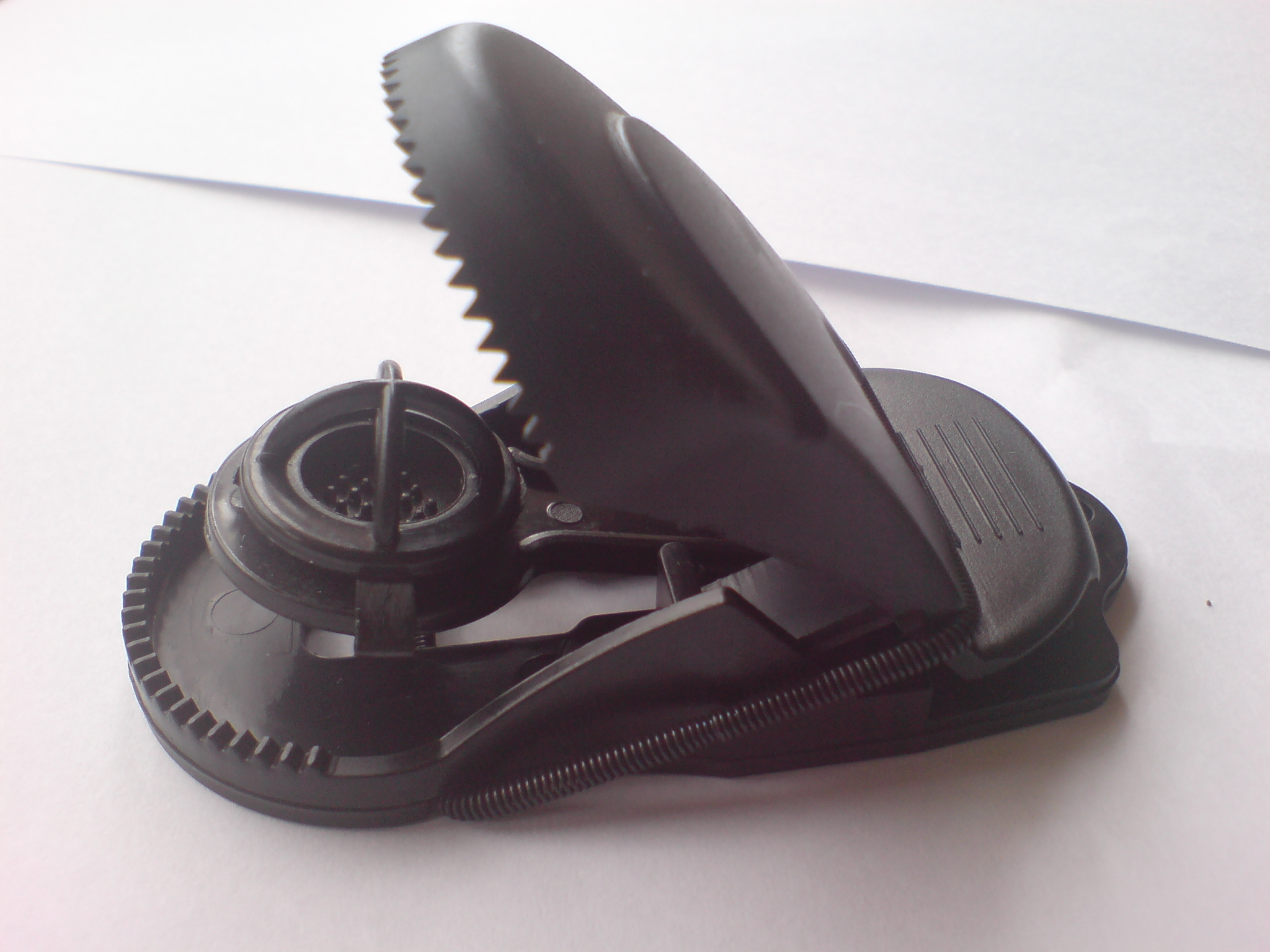
Otevřená čelisťová past

Tato lehká pastička na myši se skládá ze dvou plastových čelistí svírajících se pomocí vinuté pružiny a spouštěcího mechanismu uvnitř čelistí, kde se vkládá návnada. Sklapnutí čelistí myš zachytí, případně rovnou usmrtí.

### Elektrická past
Tento novější typ pastičky na myši zabíjí pomocí smrtelné dávky elektřiny, když hlodavec uzavře obvod mezi dvěma elektrodami umístěnými buď u vchodu, nebo mezi vstupem a návnadou. Elektrody jsou umístěny v izolovaném nebo plastovém boxu, aby se zabránilo náhodnému zranění člověka nebo domácích zvířat.

### Klecová past

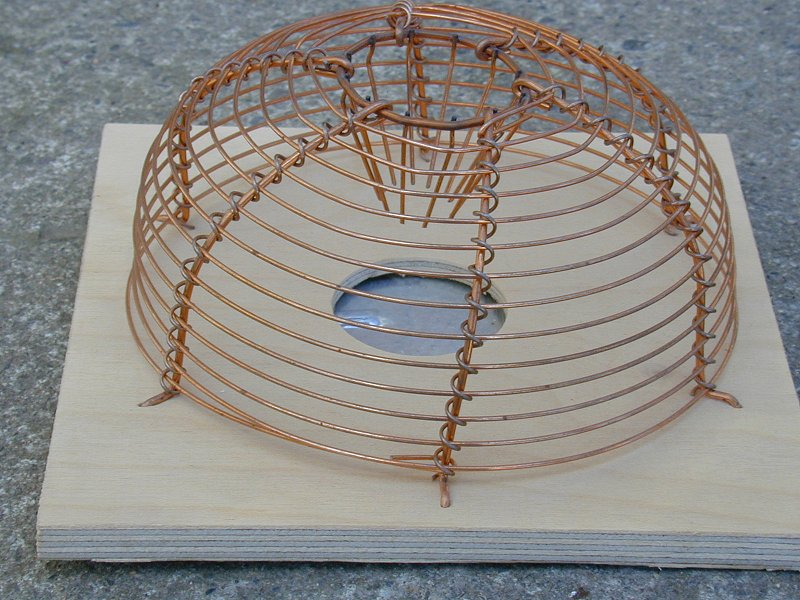
Klec, která myš uloví, ale nezraní

Dalším typem jsou pasti, které myš nechají naživu a dovolují ji vypustit zpět do přírody. Obvykle se jedná o klícku, která dovoluje myši vlézt dovnitř, ale ven už ne. Pokud chceme myš opravdu živou, je důležité ji vypustit co nejdříve, jinak může pojít na stres či dehydrataci. Není vhodné myši vypouštět blízko místa chycení, protože mají velmi dobrý orientační smysl a rády se vracejí.

### Past s lepidlem

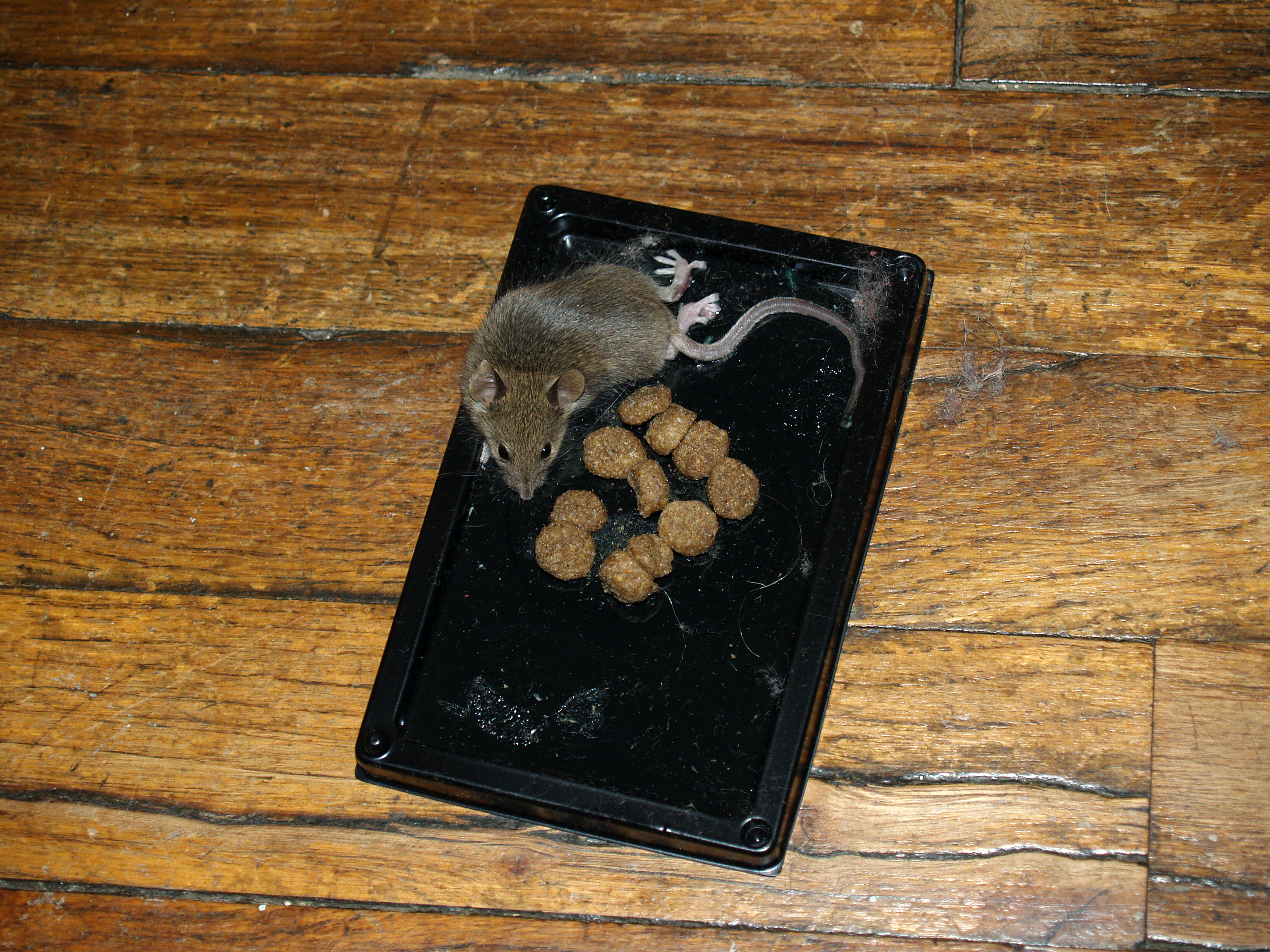
Myš přilepená v pasti

Lepidlová past je vyhotovena pomocí přírodního či syntetického lepidla naneseného na kus kartonu, plastovou misku nebo podobný materiál. Návnada se umisťuje doprostřed, aby byla myš donucena vstoupit na lepidlo. Lepidlo bývá často obohaceno o některou lákavou vůni přímo výrobcem. Tyto pasti mohou být použity pouze v interiéru budov, protože venku dochází k rychlému znehodnocení lepidla vlhkostí či prachem.
Aplikováním rostlinného oleje a šetrnými pohyby můžeme chycené zvíře z pasti osvobodit. Toto je však považováno spíše za soucitnou záchranu, než za výhodu pasti. Většina zvířat má totiž mnoho poranění či dokonce ukousnuté končetiny, což si způsobují sami při pokusu o útěk.
Smrt zvířete přichází mnohem pomaleji než s tradičním typem pasti. Chycená myš nakonec umírá na podchlazení, dehydrataci, vyhladovění, udušení, nebo je zabita samotným člověkem, když past kontroluje.
V České republice je zakázáno lepicí pasti používat jak k odchytu, tak k usmrcení jakýchkoliv zvířat, a je též zakázáno lepicí pasti vyrábět, dovážet a prodávat (246/1992 Sb., Zákon České národní rady na ochranu zvířat proti týrání, § 5 odst. 5 písm. e, § 5 odst. 6 a § 14 odst. 1 písm. m).

### Pasti na jedno použití
Existuje několik typů pastí na jedno použití, obvykle z levných materiálů, které jsou navrženy tak, aby mohly být zlikvidovány poté, co je myš chycena. Tyto pastičky na myši mají podobné mechanismy jako ostatní pasti. Nicméně mrtvá myš je obvykle skryta uvnitř, takže může být celá past vyhozena, aniž by člověk musel mrtvou myš vidět.

## Alternativy
Dříve byly používány strychninem napuštěné obilné peletky. V dnešní době jsou používány jen zřídka, protože chemické toxiny představují nebezpečí pro děti či domácí zvířata. Také existuje pravděpodobnost, že otrávené zvíře pojde ve zdi nebo jinde, kde bude těžké mrtvolu odstranit.